# 공양

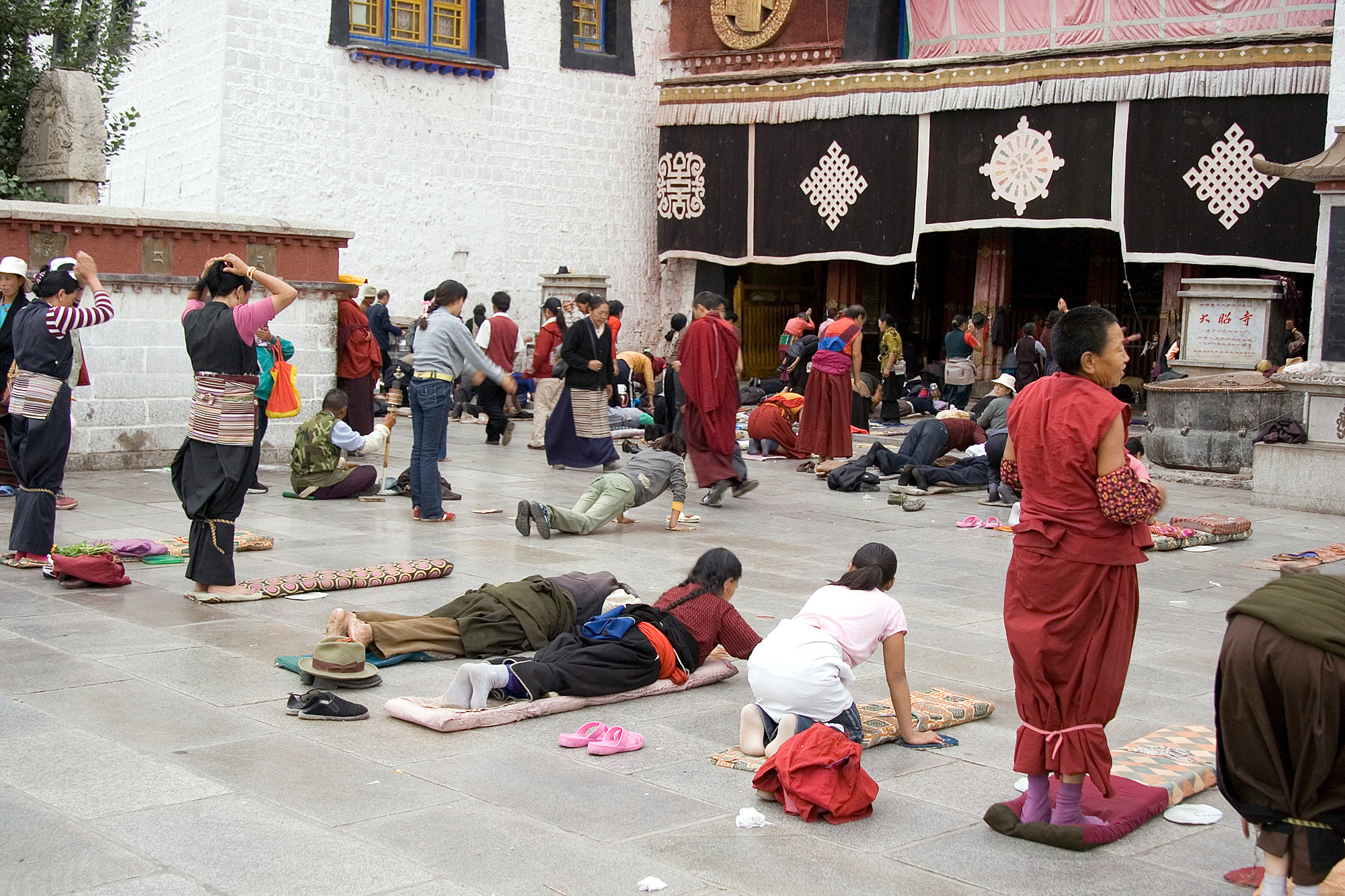

공양(供養)은 불법승(佛法僧)의 3보(三寶)나 사자(死者)의 영(靈) 등에 대해서 공물을 바치는 것을 가리킨다. 인도의 브라만교에서 동물공희(動物供犧 · Animal sacrifice)를 행했던 것에 대해서, 불살생의 교의를 가르치는 불교에서는 인도의 원주민이 행한 것처럼 기름을 바르고, 등불을 밝히며, 향을 피우고, 꽃과 물을 바치는 등의 공양의 풍습이 형성되었다고 한다. 공물(供物)로서는 의복 · 음식 등의 재물이나 공경(恭敬) · 찬탄 · 예배 등의 정신적인 법이 사용된다.
탑파공양(塔婆供養)이나 사자(死者)를 위한 추선공양(追善供養), 아귀(餓鬼)를 위한 시아귀공양(施餓鬼供養), 개안공양(開眼供養), 종공양(鐘供養) 등이 불교행사로 행하여지고 있다. 또한, 불교에서는 승려가 하는 식사나 재가신자가 사찰에서 식사를 하는 것도 공양의 일종이라고 보아 발우공양(鉢盂供養)이라는 용어를 사용한다.

## 의의
불교 신자들에게 공양(供養)은 자신의 몸을 태우면서 주위를 밝히는 초 처럼, 자신을 희생하면서 세상을 광명의 천지로 밝힌다는 의의를 지닌다. 공양을 하면서 불교 신자는 부처가 설한 계향, 정향, 혜향, 해탈향, 해탈지견향 등으로 사바세계에 맑은 법향을 공양하는 향을 피우고 자신의 몸과 마음이 재가 될지라도 어두운 번뇌의 세계를 밝힌다는 마음으로 자신의 내면의 향초를 켠다는 태도를 가진다. 이런 의미에서 공양은 불교의 실천 수행법 중의 하나라고 할 수 있다.

## 같이 보기
- 발우공양

## 참고 문헌
- 이 문서에는 다음커뮤니케이션(현 카카오)에서 GFDL 또는 CC-SA 라이선스로 배포한 글로벌 세계대백과사전의 내용을 기초로 작성된 글이 포함되어 있습니다.